# بال‌پرنده‌ای هالیفرون
بال‌پرنده‌ای هالیفرون (نام علمی: Troides haliphron) نام یک گونه از تیره پروانه‌های دم‌چلچله‌ای است.

## نگارخانه

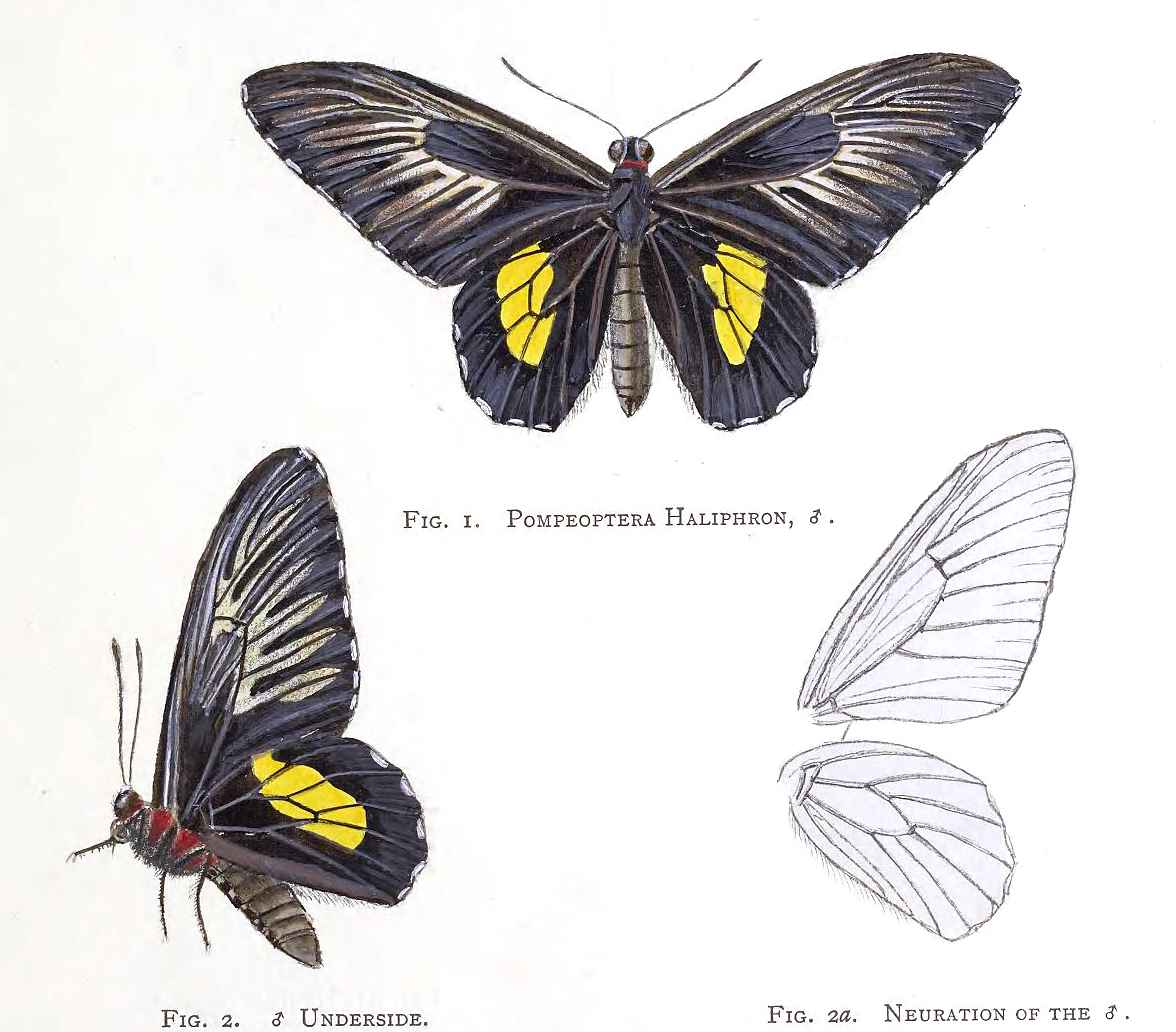
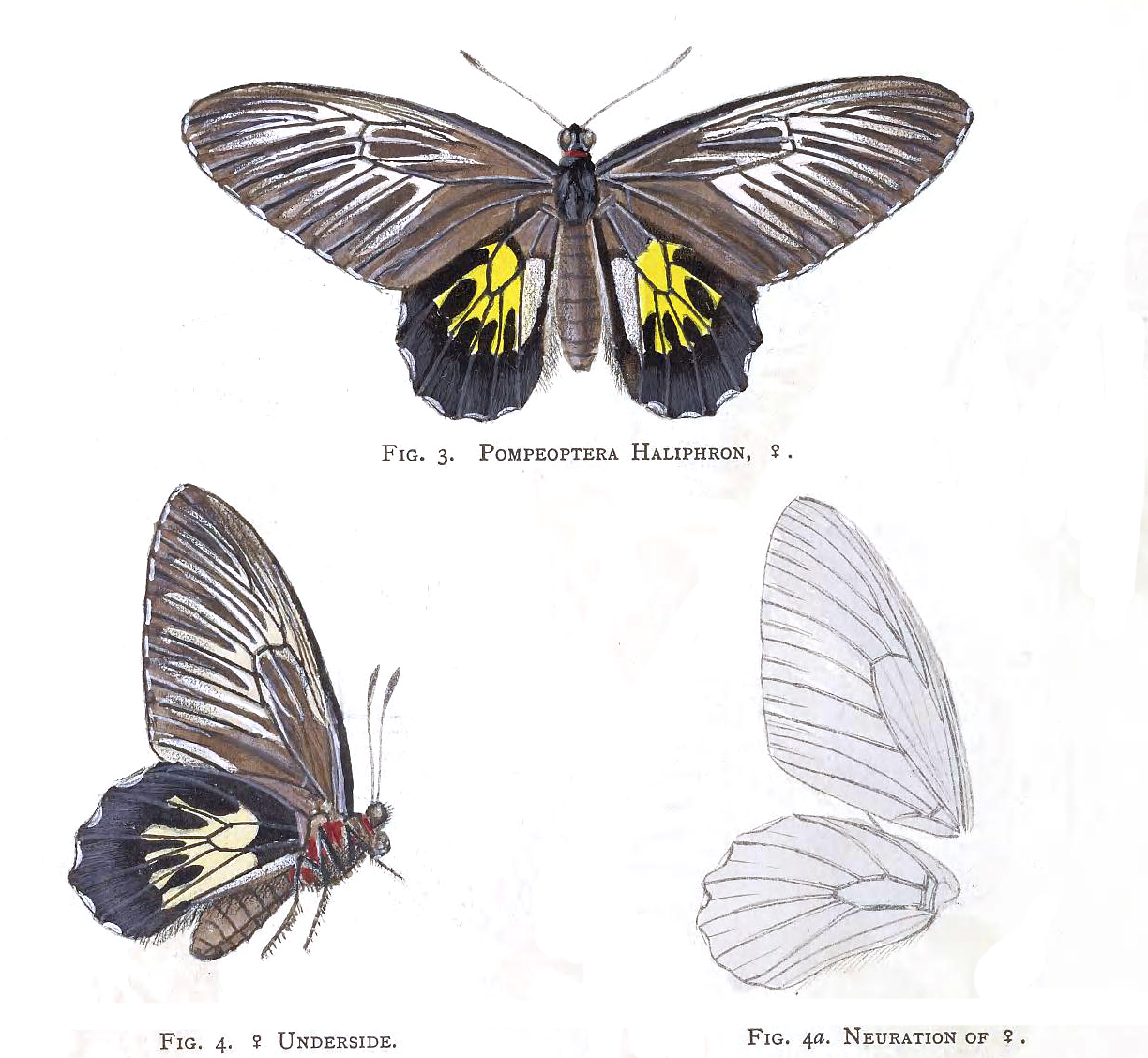